# Château des Ravalet
Le château des Ravalet, connu aussi sous le nom de château de Tourlaville, est une demeure du XVIe siècle remaniée en 1859 par le vicomte de Tocqueville, qui se dresse sur le territoire de l'ancienne commune française de Tourlaville, dans le département de la Manche, en région Normandie.
Le château, qui a servi de cadre aux amours interdites de Julien et Marguerite de Ravalet, est classé au titre des monuments historiques.

## Localisation
Le château des Ravalet est situé près de la rivière Trottebec, à 1 kilomètre au sud-sud-est de l'église Notre-Dame de Tourlaville, au sein de la commune nouvelle de Cherbourg-en-Cotentin, dans le département français de la Manche.

## Historique
Un château primitif aurait été fondé dès le VIIIe siècle (v. 780) comme l'évoque Charles de Gerville. Un peu plus tard une seconde forteresse lui succéda, et à son emplacement on construisit le château actuel en style Renaissance. Bâti en schiste bleu, entre 1562 et 1575, et restauré en 1859, il est aujourd'hui la propriété de la ville de Cherbourg-en-Cotentin.
Dans un vidimus de 1369, probable copie d'une charte de Guillaume le Conquérant, il est dit que Tourlaville (Torlachvilla) est la possession de Thorlac et précise l'existence au XIe siècle d'un personnage important nommé Turgot (Turgotus de Turlacvilla). Au XIIe siècle, dans Les Grands Rôles de l'Échiquier de Normandie, sont cité les premiers seigneurs du lieu : en 1195, Guillaume de Tourlaville, fils de Hugues, puis en 1198, Walter de Tourlaville.
Le domaine de Tourlaville, jusqu'au milieu du XVIe siècle était partagé en deux fiefs : la fiefferme possession du roi qui est en 1443 entre les mains de Guillaume du Fou, et le fief Aubert-Hermite, possession en 1450 de Martin Anquetil.
Le manoir médiéval appartenant au domaine royal, est vendu par François Ier en mal de finances dans les guerres qui l'oppose à Charles Quint et Henri VIII. C'est un certain Jean de la Guette, receveur général des finances, qui en fait l'acquisition, et qui aurait pu lui échapper sans le recours de sa femme. En 1555, un contrôle fiscal révéla un trou de 236 305 livres dans sa comptabilité. Afin de conserver le domaine sa femme abandonna au roi Henri II sa terre de Monceaux, en région parisienne, en échange. En 1557, un neveu de Jean Laguette, Gilles Dancel qui en avait hérité, et à la suite de problèmes avec le fisc royal, cède le domaine à Adrienne d'Estouteville, dame de Bricquebec,.
Le 1er mai 1562, Jean II de Ravalet, abbé de Hambye, vicaire général de la cathédrale de Coutances, conseiller de Marie d'Estouteville, duchesse de Nevers, et son frère Jacques, procureur du roi des Eaux et Forêts du Cotentin, reçoivent de la duchesse Marie de Bourbon, fille d'Adrienne, la fiefferme de Tourlaville, devenant ainsi seigneurs de Tourlaville. Les deux frères font, dès août 1562, construire, sur le manoir ruiné, et en ne conservant que le donjon, le sous-sol de la salle des gardes et des prisons, le château Renaissance qui est terminé en 1563. Un aveu de 1564 énumère les paroisses dans lesquels la famille de Ravalet est alors possessionné : Tourlaville, Digosville, Bretteville, Octeville, Équeurdreville et Cherbourg-en-Cotentin ; ce qui fait de Tourlaville un immense domaine. En 1575, Jean III de Ravalet, à la suite de son mariage avec Madeleine de La Vigne de Hennot dame d'Emondeville, reçoit de son père Jean II et de l'abbé Jean II de Ravalet son parrain, le manoir. En 1567, Jacques de Ravallet, écuyer, sieur de Tourlaville et d'un autre fief dudit lieu, est taxé pour ces fiefs de 28 livres dans le rôle des nobles et roturiers, au titre du ban et de l'arrière ban de la vicomté de Coutances, réalisé par Gilles Dancel, seigneur d'Audouville, lieutenant général du bailli de Cotentin, tenu à Coutances les 20-22 octobre. Le fief Tourlaville, qui valait un huitième de fief de haubert, était tenu du roi sous la vicomté de Valognes.
Madeleine et Jean III donnent naissance à dix enfants, dont Julien, né en 1582, et Marguerite, née en 1586, mariée en mars 1600 à l'âge de 13 ans à Jean Lefèvre, sieur de Haupitois, âgé de 45 ans, receveur des tailles à Valognes. Les amours incestueux de Julien et Marguerite de Ravalet, leur valurent d'être décapités en place de Grève, à Paris, le 2 décembre 1603. Ils seront inhumés en l'église de Saint-Jean de Grève. L'abbé de Hambye, après la mort de ses neveux, se démettra de sa charge et revient à Tourlaville et fait découronner la tour qui abritait la chambre de Julien et y édifie une chapelle expiatoire. Jean IV après un accord de partage du 28 mai 1612, hérite de Tourlaville. Il meurt le 1er décembre 1650, suivit trois jours plus tard par sa femme.
À la suite de graves problèmes financiers, le domaine est adjugé, en 1653, à Charles de Franquetot qui améliore l'aménagement intérieur avant d'être assassiné dans la nuit du 6 mars 1661 au 7 mars 1661, sous les coups de son valet de chambre. C'est son frère, Robert de Franquetot qui hérite de la seigneurie qu'il conservera jusqu'à sa mort en 1708, sans alliance et sans descendance, en son château, et qui achèvera la construction des communs. Dès lors le château abritera pendant un siècle et demi les fermiers travaillant sur la propriété, et à l'intérieur certaines pièces serviront de grenier à foin.
Le domaine, devenu une ferme en 1661, passe aux Boudet de Crosville, en 1713, avec Hervé Boudet, fils de Jean Boudet troisième mari de Catherine de Varroc, elle-même veuve en secondes noces d'Antoine de Franquetot. À la mort d'Hervé en 1714, c'est son fils aîné, Jean-Baptiste Boudet de Crosville, qui lui succède, et à sa mort sans postérité (après 1723) à sa sœur Marie-Madeleine Boudet de Crosville épouse depuis 1694 de François Fouquet, fils du seigneur de Réville. C'est leurs fils, Hervé-François Fouquet, résidant à Valognes, qui au décès de sa mère en 1743, prend possession de Tourlaville. De 1755 à 1762, le château sert de logement à 160 hommes des canonniers gardes-côtes affectés à la défense de Cherbourg à la suite de la menace anglaise. Hervé-François décède en 1777, le château passe entre les mains de son cousin, Hervé-Louis-François-Bonnaventure Clérel de Tocqueville, qui a pour tuteur , son cousin, André de Hennot.
Hervé Clérel de Tocqueville, père d'Alexis de Tocqueville, en prend possession en 1777. À la Révolution française, le château en partie abandonné, qui est devenu une exploitation agricole, ne sera ni saisi ni dégradé. À la mort d'Hervé Clérel, c'est son fils Édouard Clérel qui hérite du château de Tourlaville, qui est dans un triste état, ce que constate en août 1858 l'écrivain Théophile Gautier, à la suite d'une visite, et qu'il rapporte dans son Voyage en Normandie « un manoir demi-ruiné… une ruine légendaire… des chambres délabrées… des parquets qui baillent… [un logis où] l'abandon règne en maître ». Édouard restaurera le château en 1859, et en 1860 le donne à son fils aîné Hubert Clérel de Tocqueville. À sa mort en 1864, la veuve d'Hubert cède le château à son beau-frère, le vicomte René Clérel de Tocqueville, maire de la commune, qui rénove alors le bâtiment, rebâtit la tour ronde de l'ouest, aménage le parc et les jardins (dont une grotte), creuse les étangs, aménage une turbine à eau afin de produire de l'électricité, et fait construire, en 1872, une grande serre.
En 1910, ruiné et brisé par la mort de sa fille de 18 ans, survenu en 1909, il vend le château à Valentin Lenavettier qui décèdera en 1916.
Utilisé comme hôpital militaire durant la Première Guerre mondiale, le château est revendu en 1922 par les héritiers de M. Lenavettier. C'est un marchand de biens qui s'en porte acquéreur et le revend un mois plus tard à Paul Gosse, industriel parisien. En 1930, le château est inscrit à l'inventaire des monuments historiques. En 1935, la veuve de Paul Gosse, avec une douzaine d'hectares cède le château à la ville de Cherbourg, pour la somme de 200 000 francs de l'époque.
Durant la Seconde Guerre mondiale, le château est occupé, d'abord par l'amiral Abrial avec son état-major, puis par l'armée allemande et à la Libération, par les troupes américaines, entraînant encore de graves dégâts. La ville dès 1946, le nettoie et restaure le parc et les serres. Les travaux interrompus reprirent de 1962 à 1971.

## Description
Le château des Ravalet est une demeure caractéristique de la Renaissance cotentinoise avec ses fenêtres à meneaux, portes à moulures, lucarnes encadrées de deux volutes, comme celle de Chanteloup, qu'encadrent une niche vide avec au-dessus un fronton triangulaire denticulé contenant un buste d'homme, surmonté en pointe d'une urne en pierre posée sur un socle.
L'édifice se présente sous la forme d'un bâtiment massif et rectangulaire, que cernent plusieurs tourelles d'angles circulaires. Deux niveaux de combles, ont été ajoutés dans la seconde moitié du XIXe siècle. L'ensemble est bâti en pierre de schiste bleue du Nord-Cotentin, à l’exception des encadrements des portes et fenêtres ainsi que des soubassement, qui sont en pierre calcaire extraite dans les carrières d'Yvetot-Bocage.
C'est Édouard de Tocqueville, mais surtout son fils, Augustin-René de Tocqueville qui dès 1871, avec l'aide de son architecte, Gabriel Malençon, a donné au château son aspect actuel. Ils restaurent notamment, toute la façade ouest, abattant la chapelle, et construisant à sa place la tour ronde identique à celle de l'est, et opposée à cette dernière, la tour carrée de même hauteur sur la façade nord, et dont le pignon est entièrement refait avec le percement de grandes fenêtres Renaissance. Le pignon oriental est doté d'une tour carrée de style médiéval, crénelée à son sommet avec mâchicoulis sur corbeaux ouvragés et une échauguette, à deux meurtrières et à toit conique dans son angle nord-ouest, réminiscence du Moyen Âge, mode très en vogue au XIXe siècle. On peut voir ses armes : d'argent à la fasce de sable accompagnée en chef de trois merlettes de sable et de trois tourteaux d'azur (alias de gueules) en pointe, 2 et 1 qu'il fit graver sur la tour ronde accompagnées de celles de sa femme Marie-Augustine Crombez : d'or au chevron d'azur accompagné en chef de deux flèches au naturel posées en pal, et en pointe d'un pin de sinople qu'il a épousé en 1863.
Donnant sur la cour d'honneur, dont l'entrée se fait par un pont à trois arches qui enjambe une large douve longeant le chemin jusqu'à un étang situé au nord, la face sud, qui présente une apparente symétrie, est ornée de deux tours cylindriques. Elle est divisée par trois bandeaux horizontaux qui se poursuivent, de chaque, côté, sur les deux tours construites à des époques différentes. Haut de trois niveaux, au-dessus de caves avec de jolis soupiraux, de chaque côté du perron et sur le pignon ouest, décorés de volutes et d'anneaux, la façade est percée de six fenêtres à meneaux, de deux portes et de trois lucarnes, de style Renaissance, encadrés de deux pilastres cannelés surmontés de chapiteaux corinthiens. De même style, les meneaux verticaux des fenêtres sont également très ouvragés. Au-dessus de la petite porte, située à droite, on peut voir un fronton semi-circulaire décoré de trois motifs végétaux stylisés à boules. Les deux tours, plus hautes d'un étage, sont percées de fenêtres étroites, alignées verticalement et décorées dans la partie intermédiaire par des blasons ou des lettres entrelacées : « M et R » pour Marguerite de Ravalet, avec les blasons des de Tocqueville et des Crombez de Montfort, sur la tour ouest, et, les lettres « A et E » pour Adrienne d'Estouteville, avec le blason des de Tocqueville, sur la tour est.
La face nord, surplombant l'étang, est moins homogène avec des tours, triangulaire et carrée aux extrémités, octogonale au centre, et de nombreuses ouvertures sans aucune logique. La tour-porte centrale, dite des « Quatre-Vents », abrite un grand escalier d'honneur bordé par une rampe en fer forgé, refaite au XIXe siècle, avec une ornementation représentant un cœur percé d'une flèche rappelant les amours de Julien et Marguerite, et soutenu par de hautes colonnes d'art toscan, dessert les trois étages. 
De l'édifice médiéval il subsiste : le donjon, deux tours rondes ainsi que la porterie et un système de douves. À l'ouest de la demeure actuelle, il subsiste la base d'une vieille tour ronde, aujourd'hui recouverte de végétation, qui selon Jean Canu est « le point de départ d'un long corridor souterrain qui traverse tout le château, rejoint plusieurs salles sous les allées à l'est du château et se poursuit sous le parc ».

### Intérieurs
Parmi la vingtaine de pièces que compte le château, au premier niveau, on peut voir la salle des gardes avec sa cheminée monumentale du XVIe siècle, sa porte intérieure Renaissance ouvrant sur l'ancienne chapelle et son plafond peint, et, après avoir passé par le hall de l'escalier, la salle à manger où est accroché sur le manteau de la cheminée le tableau Marguerite et les Amours, commandé par Charles de Franquetot en 1665.
Le premier étage abrite le grand et petit salon, ainsi que, logée dans la tour sud-est, la « chambre bleue » de forme octogonale, avec sa cheminée, la glace, l'alcôve contenant le lit et le plafond peint arrondi en dôme, décoré des armoiries des familles apparentées aux Ravalet, et qui passe pour avoir été la chambre de Marguerite de Ravalet, avec notamment un portrait posthume de Marguerite entourée de petits amours. Les murs et le plafond sont décorés de saynètes champêtres et romantiques. Dans l'autre grande salle, entre deux portes Renaissance à fronton semi-circulaire, on remarque une haute cheminée au linteau orné de médaillons.

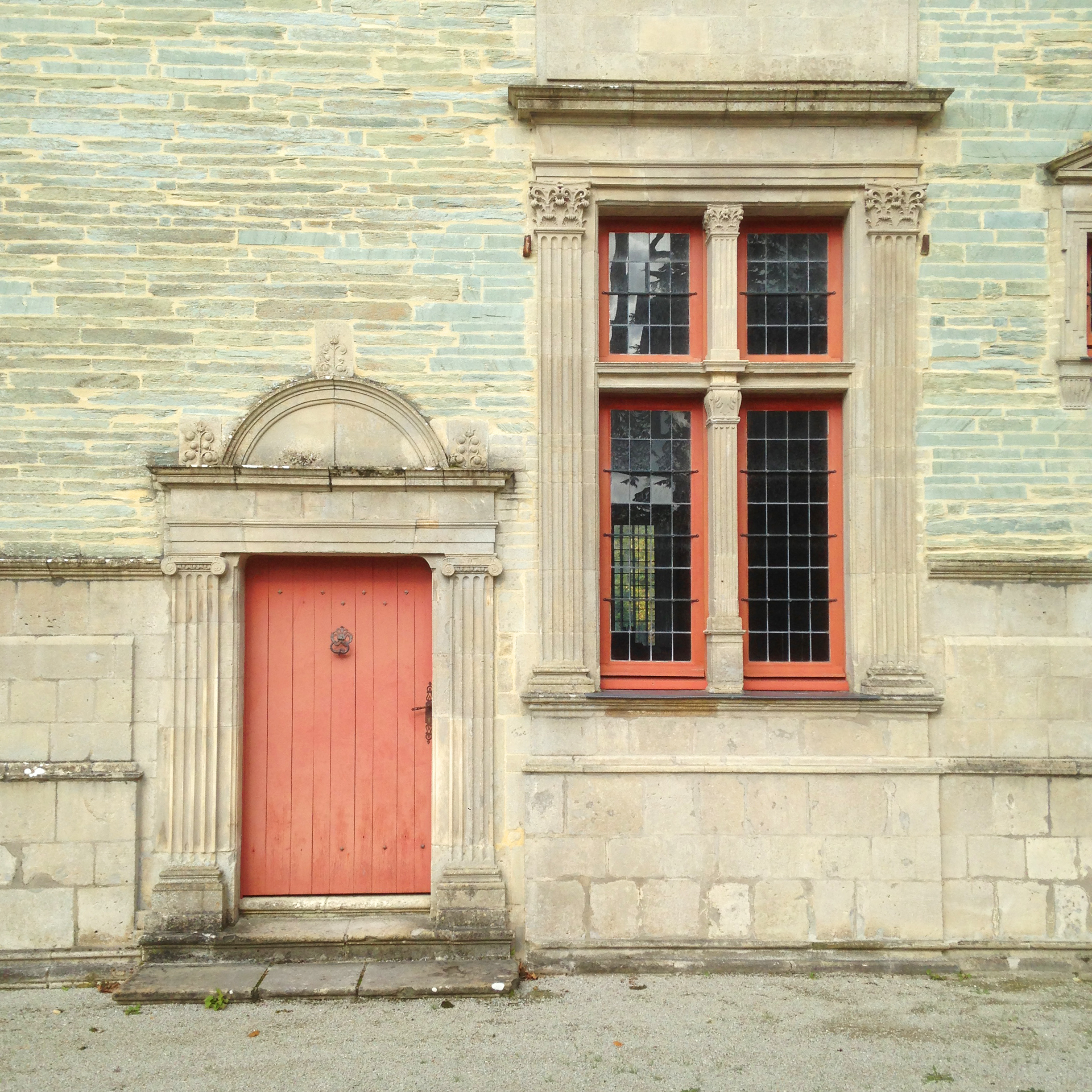
Petite porte.
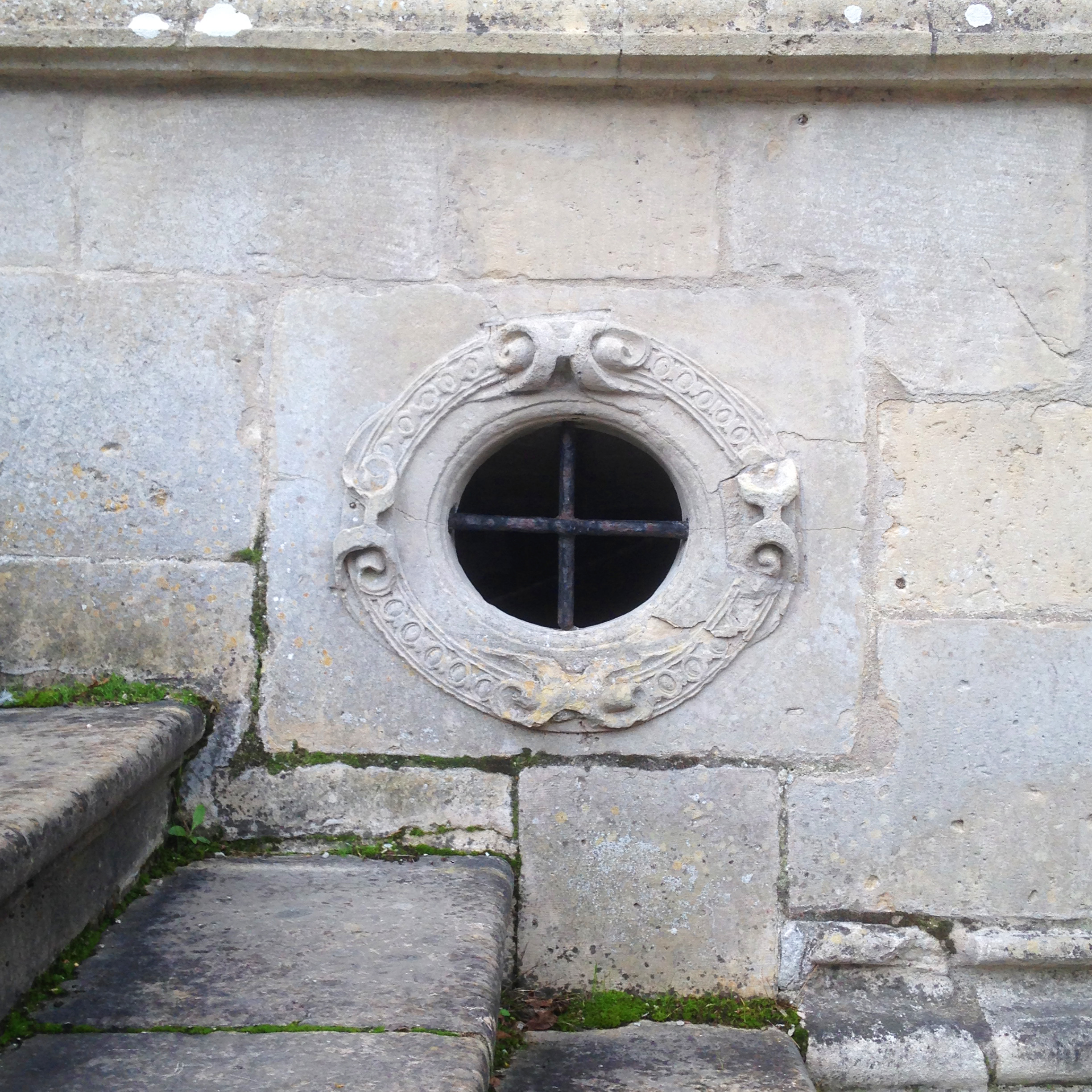
Un soupirail.
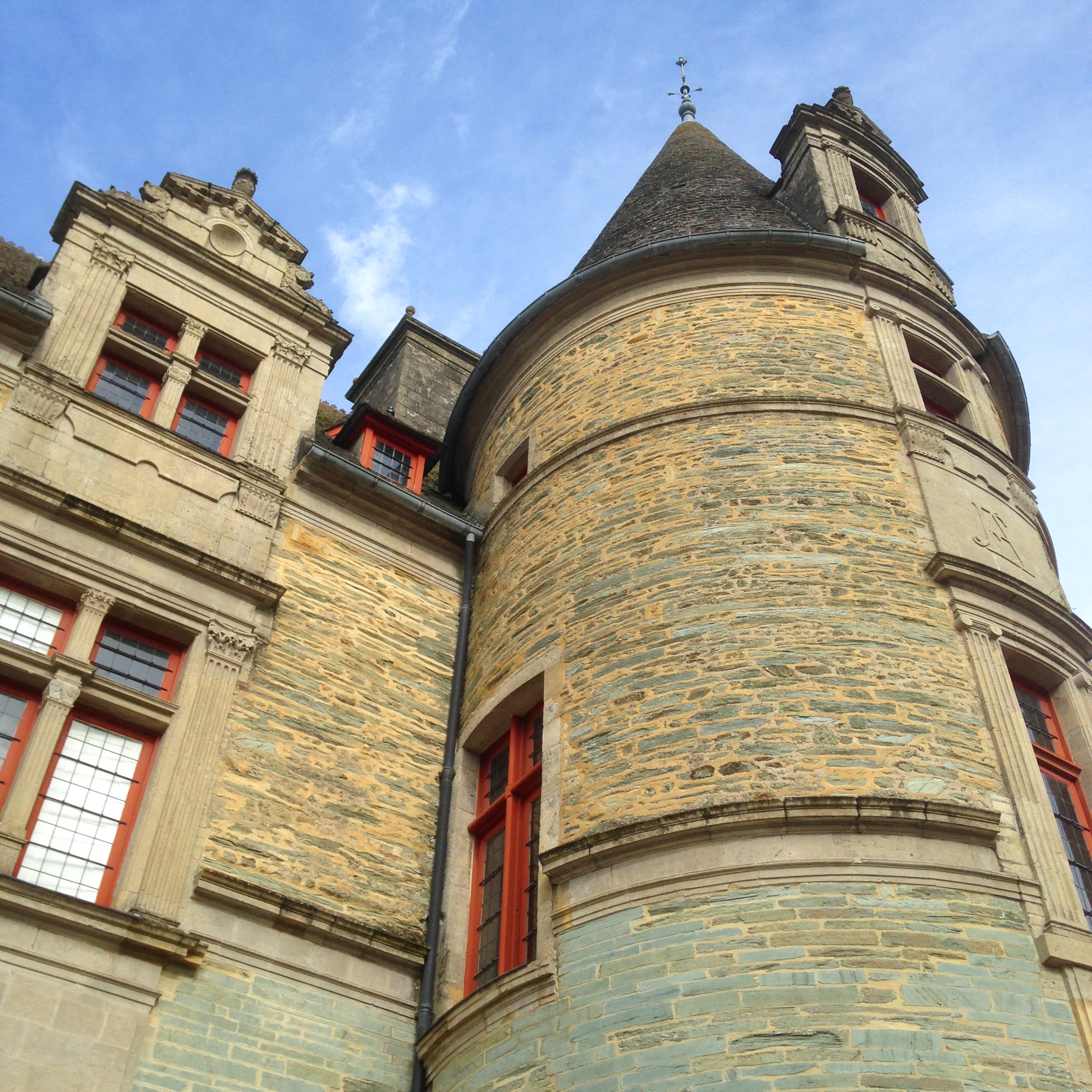
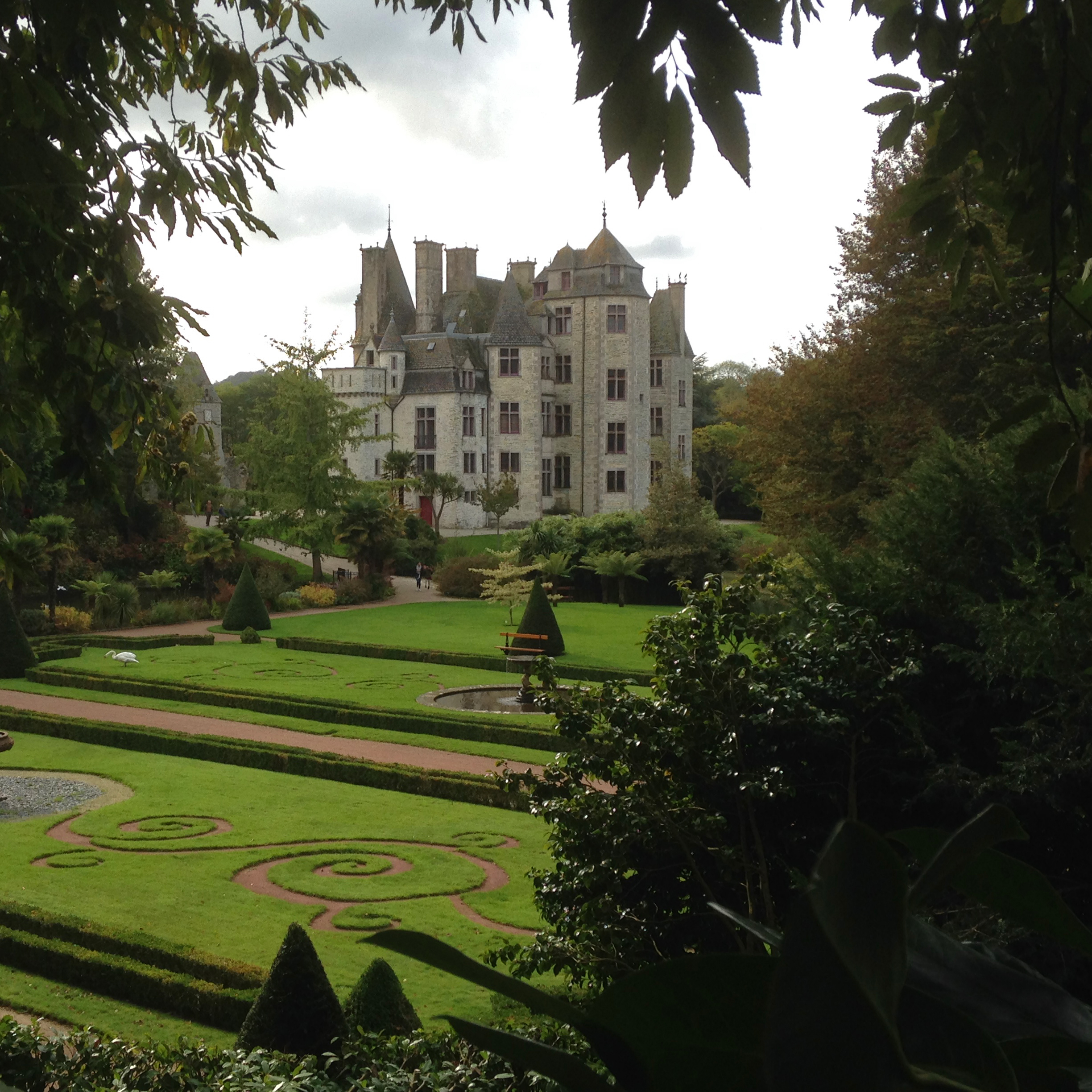

## Parc et jardins
Alors qu'existait un parc Renaissance avec ses douves, le parc de quatorze hectares est redessiné en 1872 avec deux étangs et une grotte. Il est orné d'une serre construite entre 1873 et 1875, restaurée en 2001, et de nombreuses plantes exotiques. Ce parc, acquis par la ville de Cherbourg est devenu jardin public en 1935. La tempête de 1987 a provoqué de gros dégâts. Le site, classé, est inscrit au pré-inventaire des jardins remarquables.
C'est René de Tocqueville, ancien officier qui après avoir servi en Afrique et en Asie, aménage à partir de 1864 le parc et fait venir des plantes exotiques : eucalyptus, bambous, palmiers, fougères arborescentes, camélias, géranium, etc.. Il dessinera également le réseau hydrographique du parc avec ses rivières, étangs et bassins et installera, sur le Trottebec, une usine électrique lui permettant d'illuminer les réceptions qu'il donne sur la pelouse du parc, où ses invités peuvent en été déguster des ananas et bananes provenant des serres toutes proches.
En 2004, le parc est labellisé Jardin remarquable.
En 2014, Gilles Clément conçoit le jardin Mandala, espace zen en carré, et la Prairie en îles, jardin en mouvement.

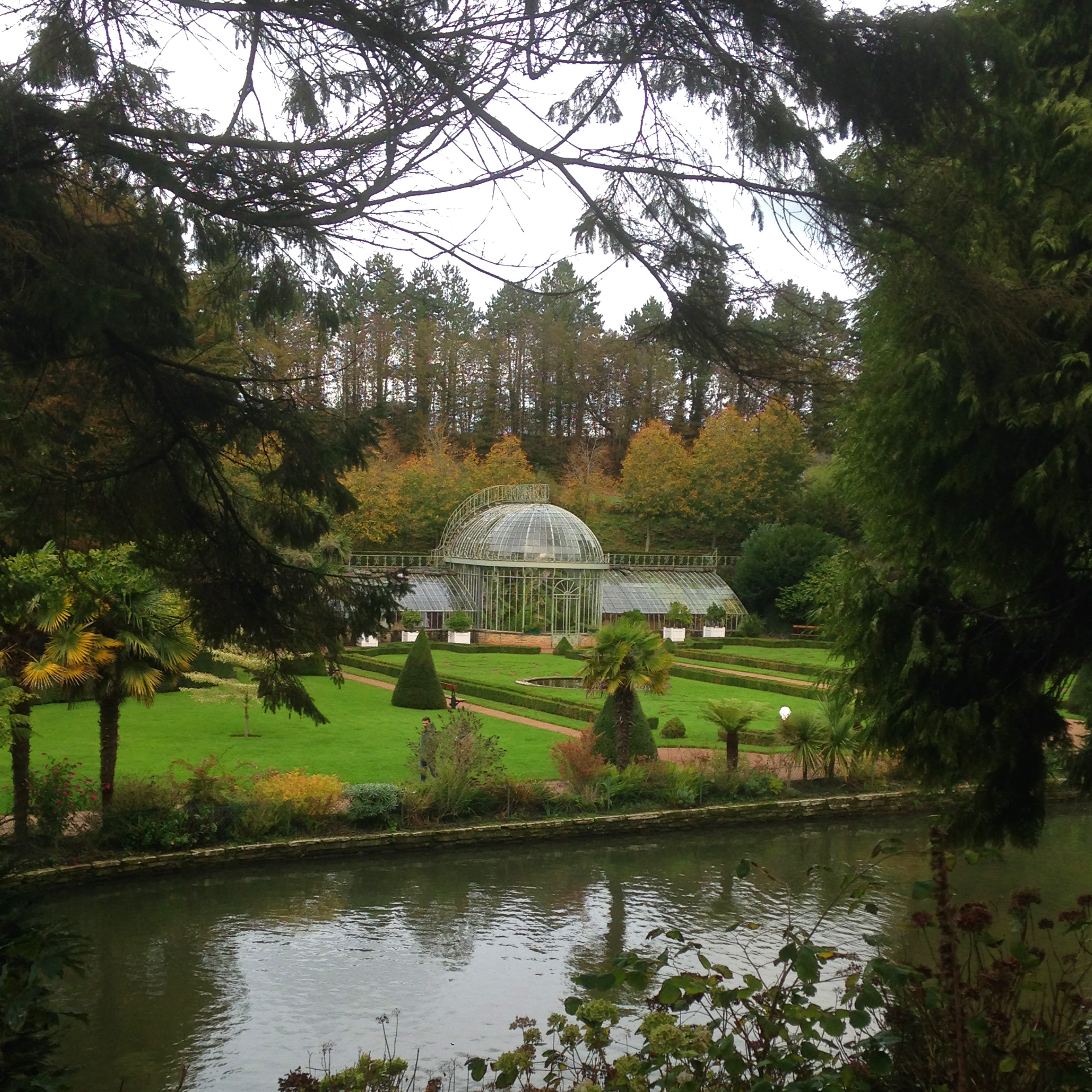
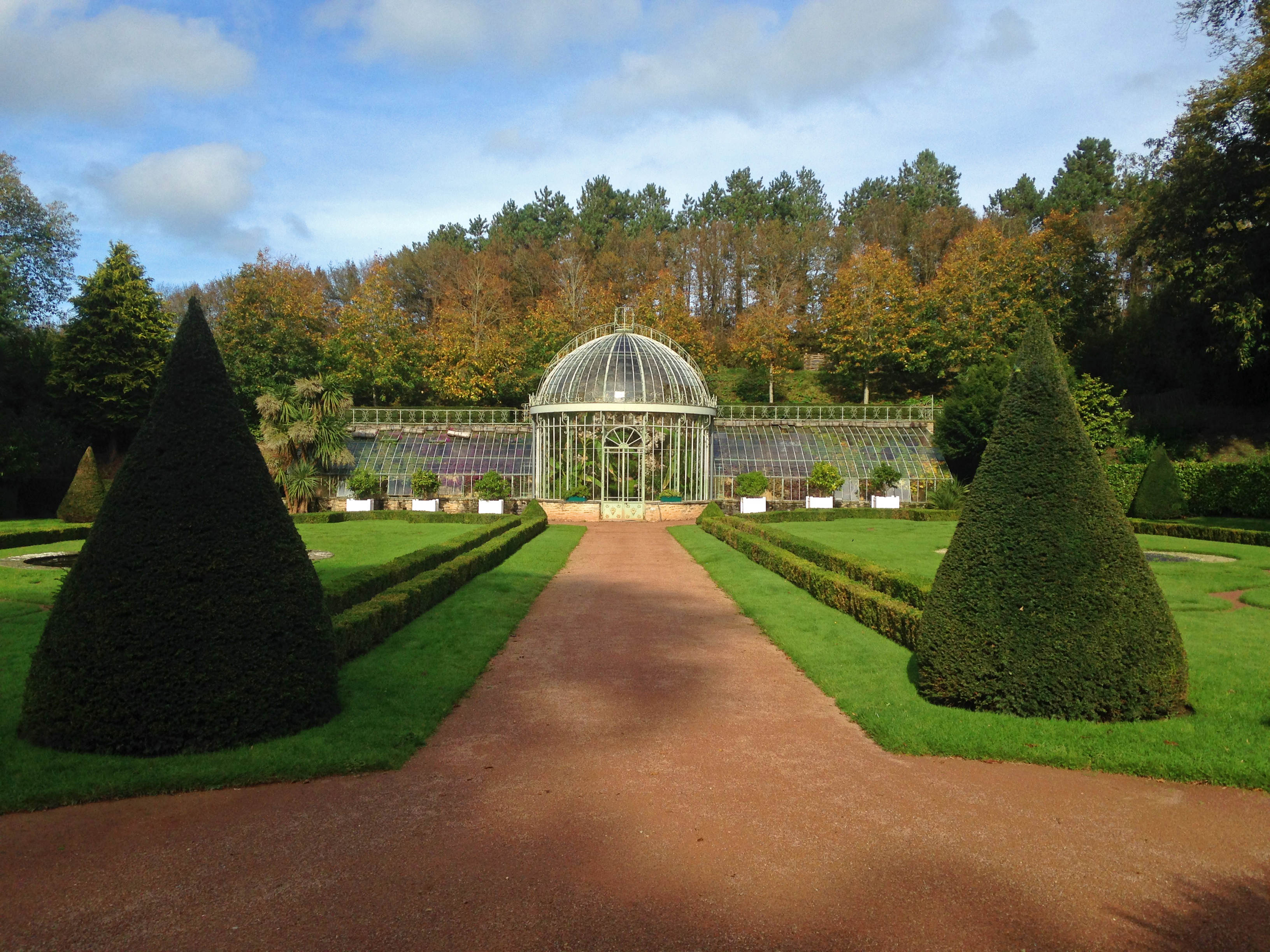
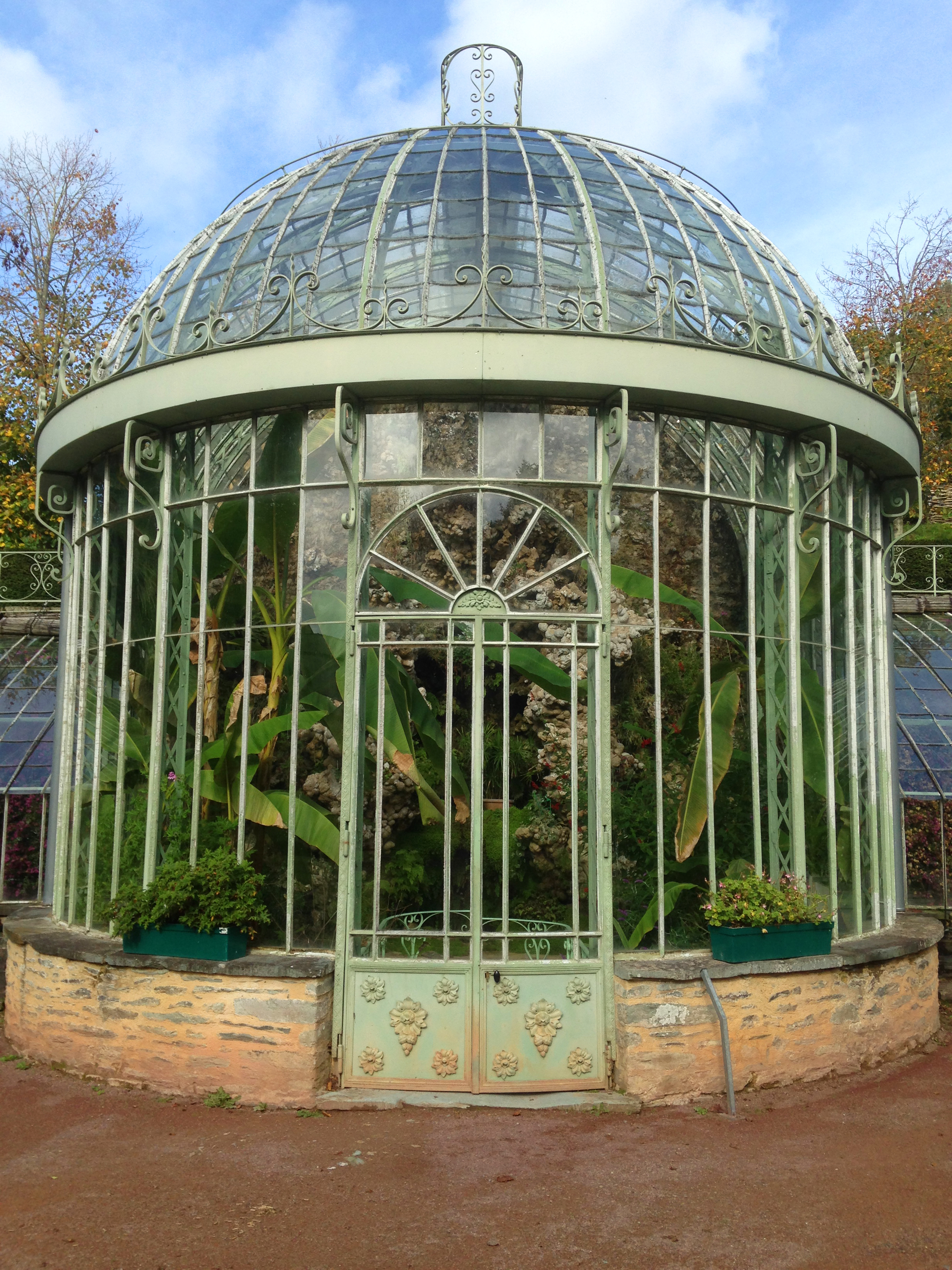

## Protection
Le château, y compris les vestiges de l'ancienne tour ; le parc tel qu'il est délimité sur le plan joint au dossier, et comprenant notamment : les éléments de décor (la grotte, les deux arcades, vestiges des anciens communs, les deux vasques en fonte situées devant la serre) ; la serre ; l'ancienne avenue d'accès ; le système hydraulique : les douves bordant la cour d'honneur et les communs à l'ouest, l'étang au nord, le bassin rectangulaire à l'est, le bief d'amenée d'eau avec ses ouvrages, y compris l'étang des Costils situé en amont ; l'ancienne turbine du château et les vestiges du moulin situés en contrebas devant l'entrée de la cour d'honneur du château, sont classés au titre des monuments historiques par arrêté du 4 mars 1996.

### Site naturel
Le site, et plus largement la vallée du Trottebec, d'une surface de 14 hectares, est un « site naturel inscrit », par arrêté du 15 avril 1983.

## Propriétaires
(liste non exhaustive)
- Famille de Tourlaville
  - Turgot de Tourlaville ?
  - Guillaume de Tourlaville (1195)
  - Walter de Tourlaville (1198)
- Guillaume du Fou (1443)
- Jean de la Guette (1544)
- Famille de Ravalet
  - Jacques et Jean II de Ravalet (1562)
  - Jean III de Ravalet (1575)
  - Jean IV de Ravalet (1612-† 1650)
- Famille de Franquetot
  - Charles de Franquetot (1653-† 1661), petit-neveu du précédent
  - Robert de Franquetot (1661-† 1708)
- Famille Boudet de Crosville
  - Hervé Boudet de Crosville (1713-† 1714)
  - Jean-Baptiste Boudet de Crosville (1714-†  ap. 1723), fils aîné du précédent
  - Marie-Madelaine Boudet de Crosville, sœur du précédent (ap. 1723-† 1743)
- Hervé-François Fouquet (1743-† 1777), fils de la précédente
- Famille Clérel de Tocqueville
  - Hervé-Louis-François-Bonnaventure Clérel de Tocqueville, cousin du précédent (1777-† 1856)
  - Édouard Clérel de Tocqueville (1856-1860), fils du précédent
  - Hubert Clérel de Tocqueville (1860-† 1864), fils aîné du précédent
  - René Clérel de Tocqueville (v. 1864-1910), frère du précédent
- Valentin Lenavettier (1910-† 1916)
- Michel Delaune (1922)
- Paul Gosse (1922-v. 1935)
- ville de Cherbourg (depuis 1935)

## Le château dans les arts et la culture

### Littérature
Jules Barbey d'Aurevilly a fait du château de Tourlaville, qu’il aurait visité peu avant, le décor de sa nouvelle Une page d’histoire.

### Cinéma
Le château a servi de cadre au film de Valérie Donzelli Marguerite et Julien sorti en 2015, et dont le scénario reprend l'histoire de Julien et Marguerite de Ravalet .

## Visite
Depuis 1960, le parc est ouvert au public ; le château est, lui, ouvert à certaines périodes, notamment en été lors des visites guidées qu'organise l'Office de tourisme de Cherbourg et lors des Journées du patrimoine.